# Palazzo Marigliano

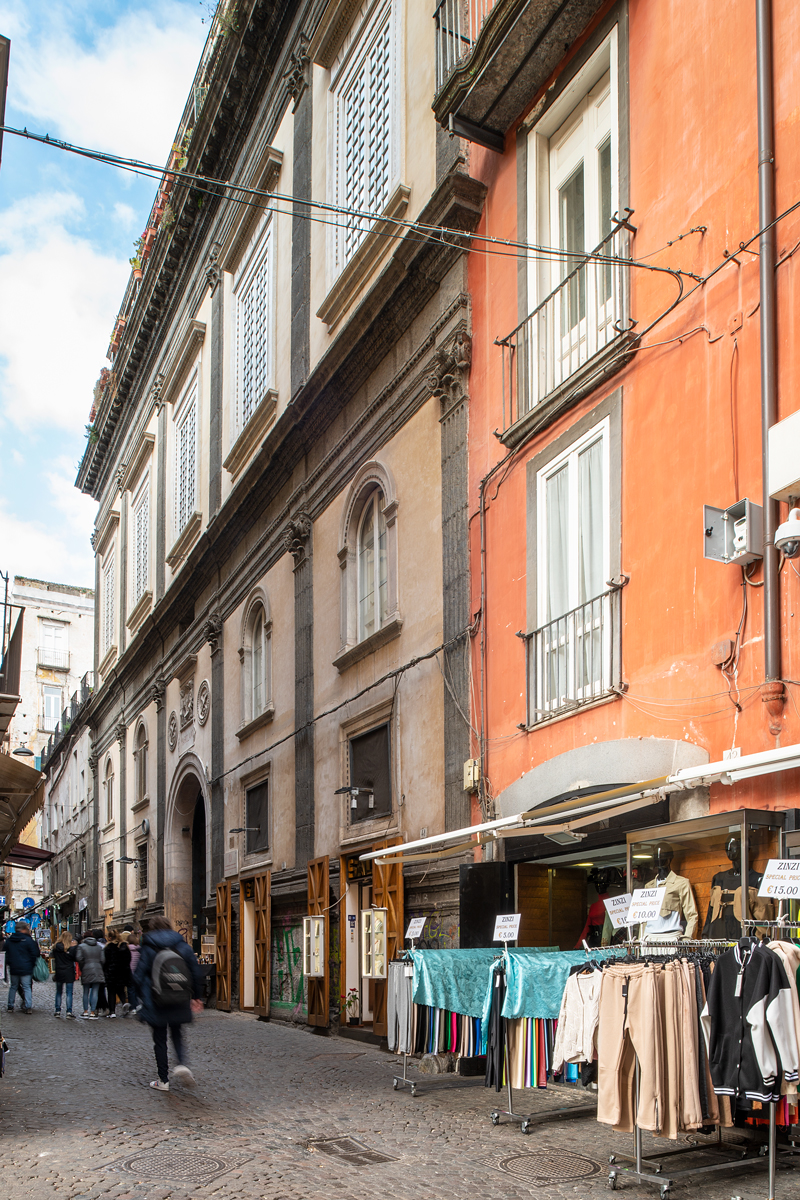
Palazzo Marigliano in Neapel

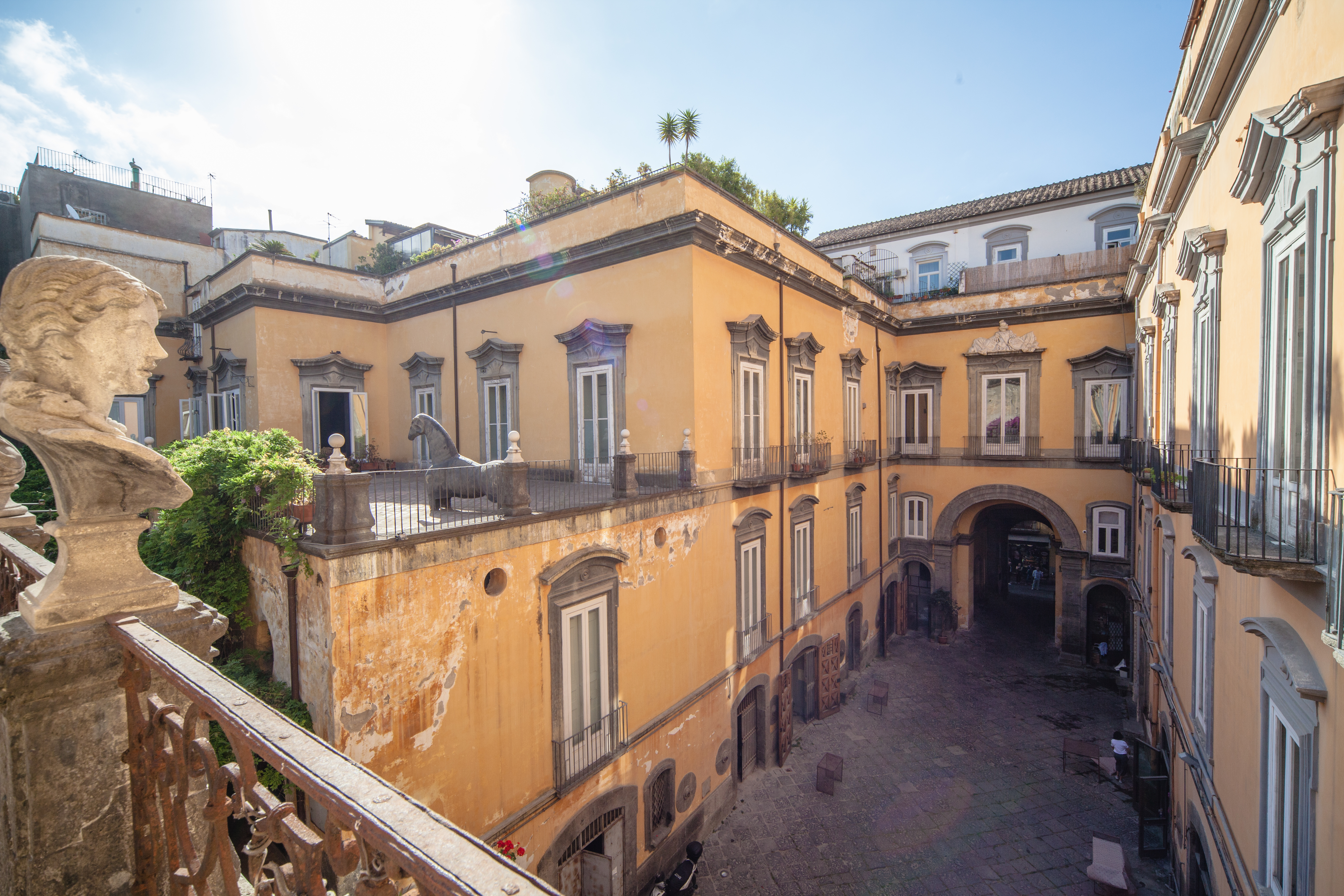
Innenhof

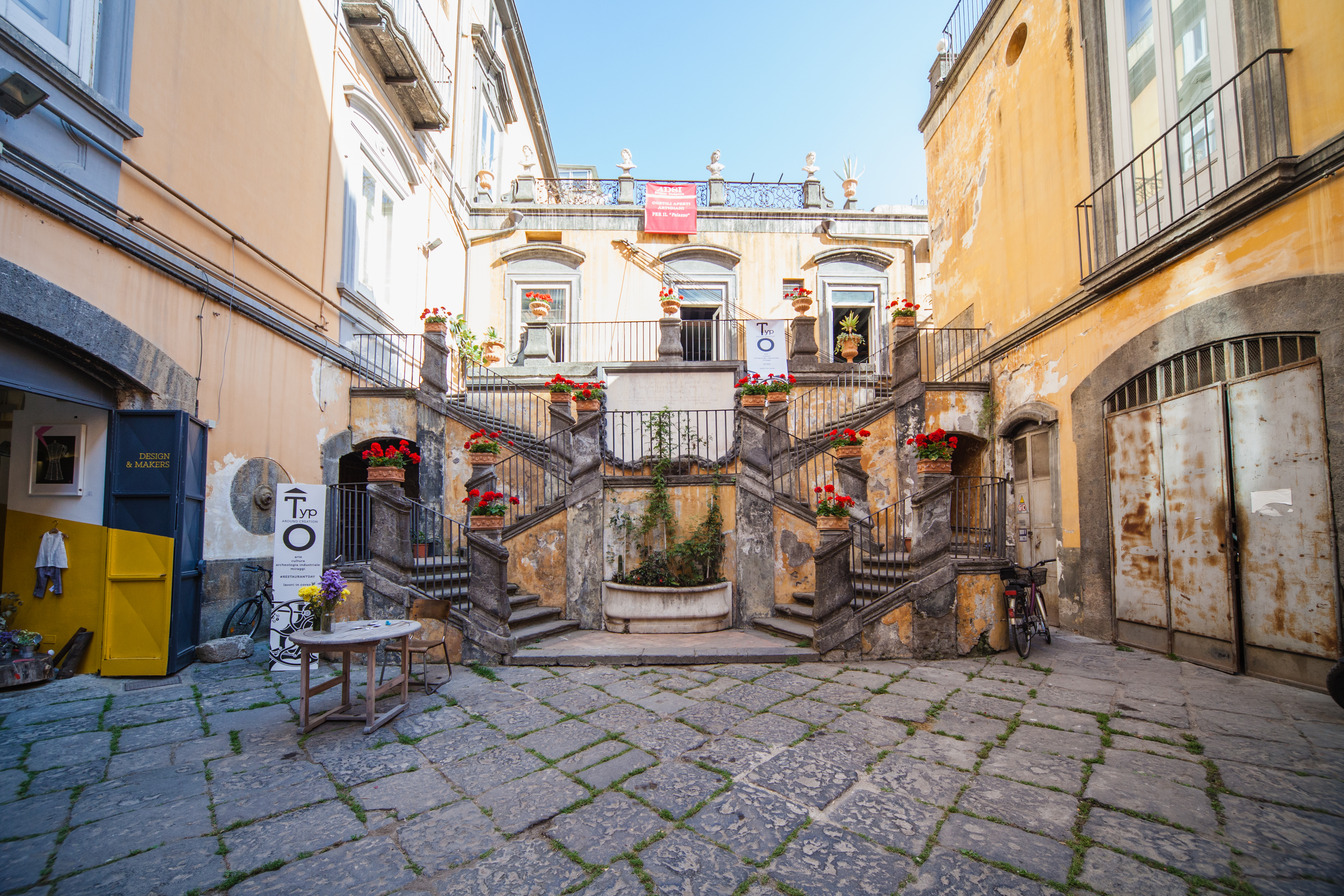
Zweizügige Treppe aus dem 18. Jahrhundert

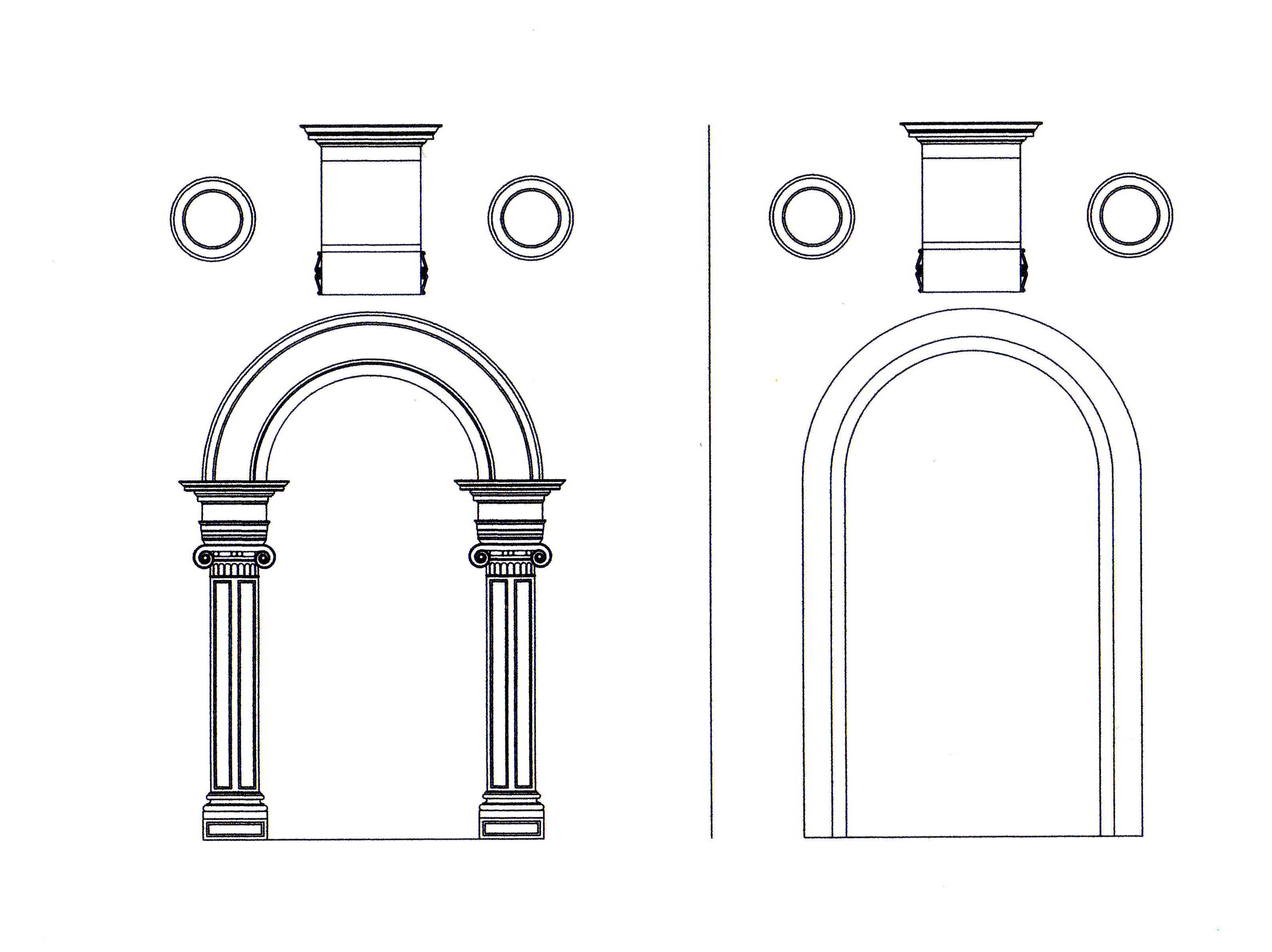
Das ursprüngliche Portal (links) und das heutige Portal (rechts) in einer CAD-Zeichnung

Der Palazzo Marigliano oder auch Palazzo di Capua ist ein Palast aus den 1510er-Jahren im Viertel Pendino in Neapel in der italienischen Region Kampanien. Er liegt in der Via San Biagio dei Librai, 39 und beherbergt heute die Soprintendenza archivistica e bibliografica (dt.: Oberaufsicht für Archivierung und Bibliografie) der Region Kampanien.

## Geschichte
Der Palast wurde in den Jahren 1512–1513 im Auftrag von Bartolomeo di Capua, Prinz von Riccia und Graf von Hauteville erbaut. Mit dem Projekt wurde Giovanni Francesco Mormando betraut, der ein wertvolles Beispiel neapolitanischer Renaissance schuf. Das Gebäude ging später in den Besitz der Grafen von Saponara und der Familie Marigliano über.
Im 18. und 19. Jahrhundert wurden an dem Palast substanzielle Veränderungen vorgenommen: Den Bau des Innenhofes im 18. Jahrhundert auf zwei unterschiedlichen Ebenen, die durch eine wertvolle, doppelzügige Treppe verbunden sind, gefolgt von den Umbauten im 19. Jahrhundert, die zur Öffnung einiger Ladengeschäfte in der Fassade und zum Ersatz der ionischen Pilaster neben dem Eingangsportal durch ein einfaches, dünnes Marmorband führten.
Im Atrium gibt es zwei Inschriften: Die links des Eingangs (teilweise erodiert) besagt, dass in dem Palast Costanza di Chiaromonte, die Gattin von König Ladislaus von Neapel und später der Prinz Andrea di Capua lebten. Die andere auf der rechten Seite erinnert daran, dass die Verschwörung von Macchia 1701 von diesem Palast ihren Ausgang nahm.

## Beschreibung
Die Fassade setzt sich aus drei unterschiedlichen Fensterreihen über einem Sockel aus Piperno, in dem die Ladengeschäfte geöffnet wurden, zusammen. Die erste Fensterreihe besteht aus einfachen Rechteckfenstern, die zweite dagegen aus Rundbogenfenstern, die von Pilastern in architektonischer Ordnung gestützt werden und sich mit kompositen, gerillten Lisenen abwechseln.
Im ersten Obergeschoss befindet sich die dritte Fensterreiche, bestehend aus fünf Fenstern im Marmorrahmen, Architraven und Verzierungen aus Zähnchen und Ovalen. Besonders ist die Inschrift „MEMINI“, die sich darüber und über dem Portal aus dem 16. Jahrhundert findet.
Im Innenhof ist von den ursprünglichen Einbauten nur noch das Portal zur Treppe erhalten, das ebenso dekoriert ist wie die äußeren Portale. Der Rest des Innenhofes hat ein barockes Aussehen angenommen, das von den Verzierungen und den Umbauten im Laufe des 18. Jahrhunderts bestimmt wird.
Im Inneren des Gebäudes sind noch einige Teile der Renaissancewohnstatt erhalten, wie die verzierten Holzbalken, Reste von Fresken in der Familienkapelle ein Umhang aus dem 16. Jahrhundert und einige verzierte Türen.

## Kunstwerke
In den Räumlichkeiten des ersten Obergeschosses gibt es Reste von Fresken von Francesco de Mura.